# Белкин, Вениамин Павлович
Вениами́н Па́влович Бе́лкин (26 января 1884, Верхотурье — 8 ноября 1951, Ленинград) — русский и советский художник, живописец, график.

## Биография
Родился в городе Верхотурье Пермской губернии. Учился в Москве, в мастерской М. И. Шестёркина (1903—1905), школе А. П. Большакова (1904—1905), у В. Э. Борисова-Мусатова и в Париже в академии Ла Палетт (1907—1909) у Ш. Герена и Ш. Котте. В 1918 году к годовщине Октябрьской революции написал панно «Пегас» для Пушкинского сквера в Петрограде. В 1919—1921 годах работал над эскизами тарелок для Ленинградского Фарфорового завода («Победа трудящихся» и другие). Известны две открытки работы художника, выпущенные Общиной Св. Евгении.
Участник выставочной группы «Шестнадцать» (1922—1928), член учредитель «Общества живописцев» (1928—1930).
В 1921—1923 и в 1928—1946 годах преподавал в ИЖСА (Ленинград), в 1924—1927 — в Архитектурном техникуме (Ленинград).

## Выставки
Участник выставок с 1906 года.
- 1908 — Париж
- 1911 — «Союз молодёжи» (С.-Петербург).
- 1912 — «Мир искусства» (Москва)
- 1913 — «Мир искусства» (Москва)
- 1914 — «Мир искусства» (Москва)
- 1915 — «Мир искусства» (Петроград)
- 1916 — «Мир искусства» (Петроград)
- 1918 — выставка современной живописи и рисунка (Петроград)
- 1919 — 1-я государственная свободная выставка произведений искусства в Петрограде
- 1921 — «Община художников»[4]
- 1922 — выставка «Шестнадцати» (Петроград)
- 1923 — выставка «Шестнадцати» (Петроград)
- 1924 — выставка «Шестнадцати» (Ленинград)
- 1924 — «Мир искусства» (Москва)
- 1924 — Нью-Йорк и Бостон
- 1927 — выставка «Шестнадцати» (Ленинград)
- 1927 — «Графическое искусство в СССР» (Ленинград)
- 1927 — «Юбилейная выставка изобразительного искусства СССР» (Ленинград)
- 1932 — «Художники РСФСР за 15 лет»
- 1941 — персональная (Ленинград)
- 1955 — мемориальная (Ленинград).

## Иллюстрации

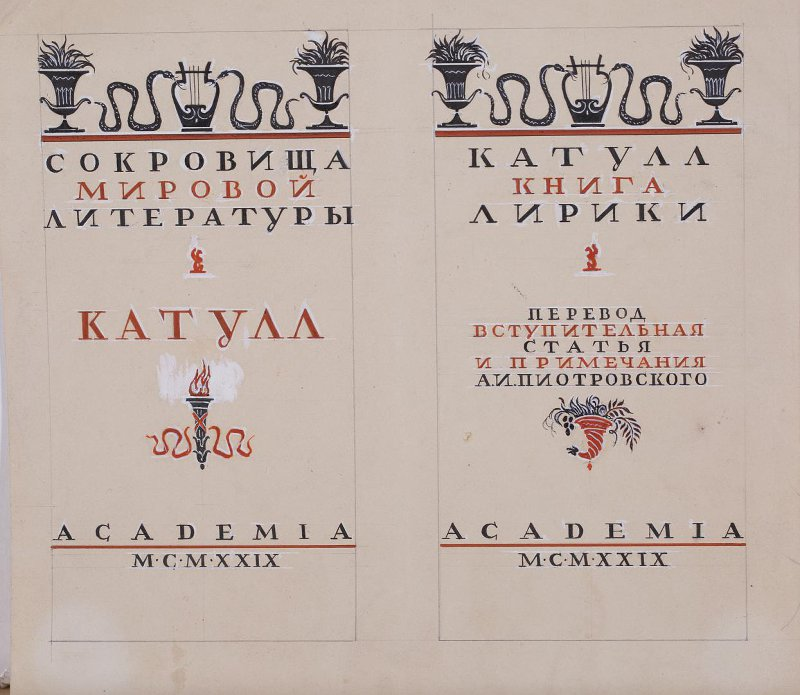
Эскиз для издания Катулла 1929 года

Рисовал для журналов «Аполлон», «Сатирикон» (1909—1911), «Красная панорама» (1928—1929), много работал для книжных издательств:
1919 — рисунок к стихотворению М. Ю. Лермонтова «Валерик» (тушь, белила; Русский музей).
1920 — иллюстрации к повести «Княжна Мери» (серия «Народная библиотека»): виньетка на обложке — «Плачущие амуры держат портрет княжны Мери», заставка — «Печорин и Грушницкий встречают Мери и её мать у источника» и иллюстрация на полную страницу — «Мери подаёт стакан Грушницкому» (тушь, перо, заливка). 
1924 — «Герой нашего времени» М. Ю. Лермонтова, «Кот, сметанный рот» А. Н. Толстого.
1925 — «Смельчаки» К. И. Чуковского.
1929 — «Три мушкетёра» А. Дюма и др.
1930 — «Декамерон» Дж. Бокаччо.
1931 — серия (сюита) из 15 страничных рисунков для Полного собрания сочинений Лермонтова (под ред. К. Халабаева и Б. Эйхенбаума / М. — Л., 1931; техника — тушь, перо, заливка, меловая бумага с процарапыванием; Русский музей, музей ИРЛИ, «Домик Лермонтова»). Высоким качеством отличаются иллюстрации к повестям «Бэла» («Резня в ауле после ссоры Казбича с Азаматом») и «Фаталист», экспрессией — «Мцыри, обнимающийся с грозой»; иллюстрации к драме «Странный человек» и к поэме «Боярин Орша», напротив, выполнены в натуралистической манере. Позднее художник не раз возвращался к лермонтовским темам, работая в различных техниках: 1937 — «Измаил-Бей», 1939 — «Тамань», «Бэла», «Кавказский пленник», «Два брата», 1943 — «Княжна Мери», «Штосс».
1938 — «Витязь в тигровой шкуре» Ш. Руставели.

## Дружба с А. Ахматовой
Художник был дружен с Анной Ахматовой с начала 1910-х годов, о чём свидетельствуют его рисунки, оставленные в альбоме поэтессы. В 1924 году портрет А. Ахматовой кисти В. Белкина экспонировался в июне 1924 года на выставке «мирискусников». О работе над этим портретом в мае 1922 года. Вениамин Павлович пишет в Берлин: «Я усердно занимаюсь живописью, пишу портрет Ахматовой и этюды». В музее Анны Ахматовой в Фонтанном Доме хранится экземпляр «Белой стаи», который она подарила художнику, со следующей надписью: «Милому Вениамину Павловичу Белкину в первый день писания нашего портрета весной 1922 года. Петербург». Позже по неизвестной причине художник переписывает этот портрет и вновь показывает его уже на выставке «Художники РСФСР за 15 лет» в 1932 году. Экспертиза, проведённая специалистами Русского музея, позволяет утверждать, что и впоследствии он подвергался переработке автором, и, возможно, датой окончания работы можно считать 1941 год.
Образ Анны Андреевны Ахматовой угадывается в женских портретах, созданных художником при иллюстрировании поэмы Г. Чулкова «Мария Гамильтон» (леди Гамильтон — атрибуция Р. Д. Тименчика) и первой части романа А. Толстого «Хождение по мукам» — «Сёстры» (одна из сестёр — атрибуция Ю. А. Молока).

## Галерея
Работы В. П. Белкина хранятся в Русском музее, Ярославском музее-заповеднике, Пермской художественной галерее, Вологодской картинной галерее, Донецком республиканском художественном музее и др. Отдельные работы имеются в собраниях Казахстана.
- 1908 «Река Сена в Париже»
- 1909 «Автопортрет»
- 1912 «Белая ночь»
- 1916 «Фрукты на пианино»
- 1924 «В окрестностях Петрограда»
- 1925 «Пейзаж»
- 1939 крымские пейзажи
- 1947 «Портрет В. А. Осовского»
- 1950 «Натюрморт»